# Meristogenys maryatiae
Espèce
Meristogenys maryatiae est une espèce d'amphibiens de la famille des Ranidae.

## Répartition
Cette espèce est endémique de l'État du Sabah en Malaisie orientale sur l'île de Bornéo. Elle se rencontre entre 155 et 1 000 m d'altitude dans la chaîne Crocker.

## Publication originale
- Matsui, Shimada & Sudin, 2010 : A new species of Meristogenys (Amphibia, Anura, Ranidae) from Sabah, Borneo. Zoological Science, Tokyo, vol. 27, no 1, p. 61-66.